# Kweisi Mfume
Kweisi Mfume, nato Frizzell Gerald Gray (Baltimora, 24 ottobre 1948), è un politico statunitense, membro della Camera dei Rappresentanti per lo stato del Maryland dal 1987 al 1996 e nuovamente dal maggio 2020..

## Biografia
Nato in una famiglia disagiata (il padre li abbandonò e la madre morì poco dopo) con il nome di Frizzell Gerald Gray, da giovane dovette lavorare per mantenere le tre sorelle ed ebbe un'adolescenza turbolenta. Tuttavia all'età di ventitré anni decise di studiare e riuscì a laurearsi all'Università Johns Hopkins. Subito dopo Gray decise di cambiare nome diventando Kweisi Mfume, che in ghanese significa "figlio conquistatore dei re".
Nel 1978 Mfume venne eletto come democratico all'interno del consiglio comunale di Baltimora e qualche anno dopo, nel 1987, approdò alla Camera dei Rappresentanti.
L'ideologia liberale di Mfume lo contraddistinse e il deputato divenne anche membro del Congressional Black Caucus, di cui fu presidente fra il 1993 e il 1995.
Nel febbraio del 1996 Mfume decise di abbandonare il Congresso dopo nove anni per accettare l'incarico di presidente della NAACP, un'influente associazione promotrice dei diritti civili per le persone di colore. Mfume presiedette la NAACP per otto anni, lasciando l'incarico nel 2004.
Nel 2006, quando il senatore Paul Sarbanes annunciò la sua intenzione di ritirarsi, Mfume si candidò come successore per il suo seggio, ma nelle primarie democratiche arrivò secondo dopo Ben Cardin, che venne poi eletto. Nel 2020 dopo la morte di Elijah Cummings si candida e vince le elezioni suppletive del 28 aprile tornando in carica come deputato per il settimo distretto del Maryland.
Kweisi Mfume è membro della Massoneria Prince Hall.